# RBS 17
RBS 17  (швед. Robotsystem 17, також відомий як Robot 17 та англ. Hellfire Shore Defence System, HSDS) — шведський легкий переносний протикорабельний ракетний комплекс малої дальності (5-11 км), призначений для враження надводних цілей малої водотоннажності та наземних цілей.
Ракета комплексу є модифікацією американської ракети AGM-114C Hellfire, виконаною компанією Bofors.

## Історія
AGM-114 Hellfire першочергово розроблялася як протитанкова керована ракета, поступово з розвитком: оснащення новими типами бойових частин та модернізації системи наведення стала багатоцільовою високоточною системою озброєнь, яка може застосовуватися з авіаційних, морських та наземних платформ по броньованій техніці, укріпленням та іншим видами наземних та надводних цілей на відстані до 8 кілометрів.
Незабаром після прийняття на озброєння, на неї звернули увагу підрозділи Військово-морські сили Швеції. Шведи шукали протикорабельну ракету малої дальності для використання проти десантних кораблів та інших кораблів малої водотоннажності. В 1984 році було укладено контракт на доопрацювання ракети Hellfire для ВМС Швеції. Контракт на виробництво ракет було укладено в 1987 році, тоді ж комплекс Robot 17 було прийнято на озброєння Військово-морські сили Швеції.

## Опис

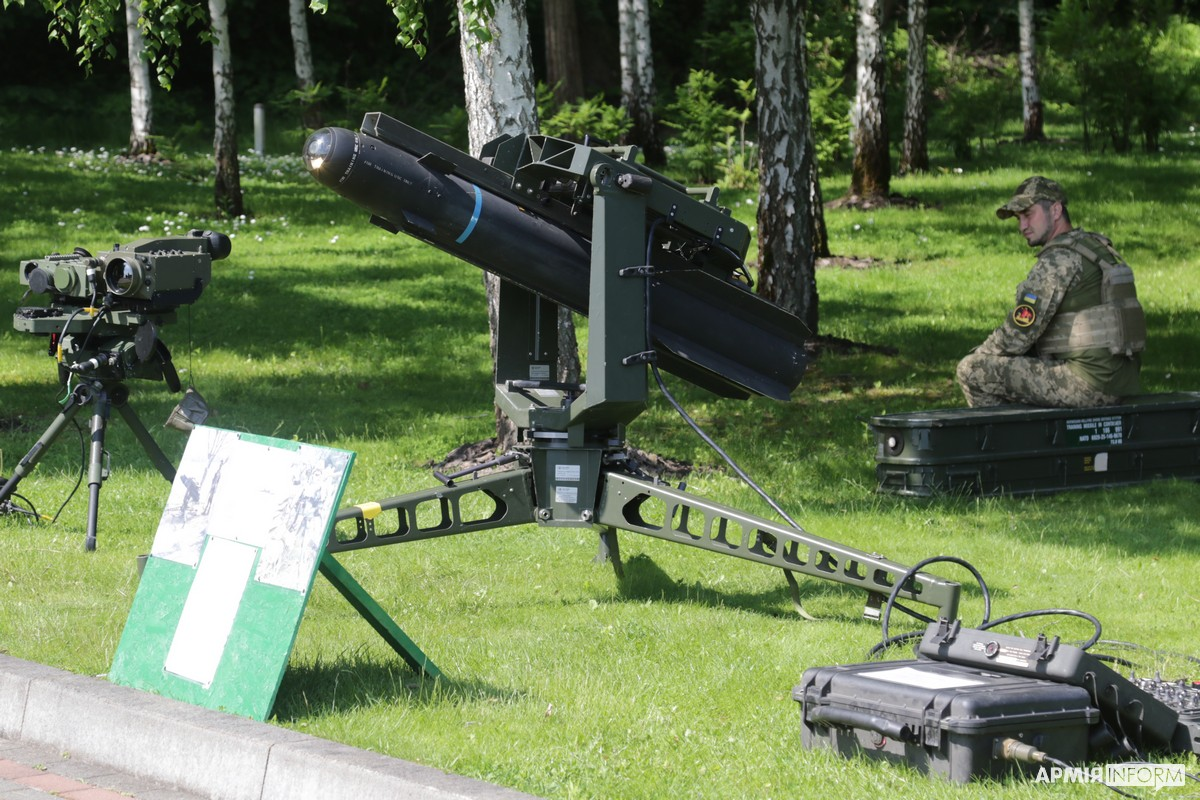
Пускова установка (праворуч) та цілевказівник (ліворуч) RBS 17 в українському війську

Система має дві складові: пускова установка та пристрій для лазерного цілевказання. Обидві підсистеми мають свої обслуги (2 особи на цілевказівник та 3 особи на пускову), які працюють на віддалі одна від одної та тримають зв'язок по раціях.
Ракета летить на висоті від 100 до 400 метрів від землі та шукає лазерну відмітку, якою позначена ціль. Ведення вогню можливе як за прямої видимості, так і з закритих вогневих позицій. Дистанція ураження складає до 8 км, але залежить від режиму вогню.
Для транспортування ракетного комплексу між островами та вздовж берегу, спеціальні підрозділи морської піхоти Швеції застосовують швидкісні десантні катери. Таким чином ракетний комплекс може бути швидко доставлений в необхідне місце і приведений в бойову готовність, створюючи непередбачувану і рухому загрозу для десантних та інших малотоннажних кораблів противника. Окрім надводних цілей, комплекс так само ефективно може застосовуватись і проти наземних цілей.
Вважається що таким чином підрозділи морської піхоти Швеції зможуть завадити проникненню кораблів противника в архіпелаг та в порти Швеції.

## Бойове застосування
Про застосування RBS 17 Силами оборони України в бою відомо щонайменше з жовтня 2022 року, коли з'явилось відео застосування комплексу по наземних цілях.
За словами українських військових, основними цілями є вогневі позиції росіян, бліндажі та легкоброньована техніка. При цьому цілевказівник встановлюється на передовій, а пускова установка працює з віддалі в кілька кілометрів.

## Технічні характеристики
- Максимальна швидкість: 450 м/с (1,3 Маха)
- Дальність враження: 8 км
- Цілевказання: за лазерним променем

## Оператори
- Швеція: перебуває на озброєнні підрозділів морської піхоти Швеції.
- Україна[4]

### Україна
Вперше про наміри надати ці ракети в рамках МТД для відбиття російської агресії Швеція оголосила в червні 2022 року.